# Перхун Сергій Олександрович
Олекса́ндр Сергійович Перхун (10 квітня 1977, Харків) — виконуючий обов'язки Директора Бюро економічної безпеки України (БЕБ) (2024-2025).

## Життєпис
Народився 10 квітня 1977 року в місті Харків.
Закінчив Національну юридичну академію за спеціальністю «правознавство» з кваліфікацією юриста.
з 1999 по 2007 працював в органах прокуратури;
з 2007 по 2009 працює в приватних структурах;
з 2009 по 2023 займає керівні посади в органах прокуратури;
з 2023 року є заступником керівника Територіального управління БЕБ у Київській області;
з 2023 року призначений заступником Директора Бюро економічної безпеки України.
9 квітня 2024 року Кабінетом Міністрів України призначений виконуючим обов'язки Директора Бюро економічної безпеки України.
8 квітня 2025 року увільнений зі займаної посади.
2 травня 2025 року відновлений на посаді.
7 серпня 2025 року увільнений від виконання обов'язків у зв'язку із призначенням Олександра Цивінського директором БЕБ.

## Нагороди
- Орден «За заслуги» ІІІ ступеня (27.06.2020)[6]